# Ažbe Jug
Ažbe Jug (* 3. März 1992 in Maribor) ist ein slowenischer Fußballtorwart.

## Karriere

### Verein
Jug begann seine Karriere beim NK Pohorje. 2005 kam er in die Jugend des NK Maribor. 2009 wechselte er zu Interblock Ljubljana. Im September 2009 stand er gegen den NK Olimpija Ljubljana erstmals im Kader der ersten Mannschaft.
Sein Debüt in der 1. SNL gab er im Februar 2010, als er am 23. Spieltag der Saison 2009/10 gegen den NK Drava Ptuj in der Startelf stand. Mit Interblock musste er zu Saisonende nach verlorener Relegation gegen den NK Triglav Kranj in die 2. SNL absteigen.
Im Januar 2011 wechselte er nach Frankreich zu Girondins Bordeaux, wo er zunächst für die B-Mannschaft zum Einsatz kam. Im März 2014 debütierte er für die Profis in der Ligue 1, als er am 30. Spieltag der Saison 2013/14 gegen den OGC Nizza in der Startelf stand. In der Saison 2014/15 kam er zu zwei Einsätzen in der Ligue 1.
Zur Saison 2015/16 wechselte Jug nach Portugal zu Sporting Lissabon. In seiner ersten Saison bei Sporting kam er zu einem Einsatz im Ligapokal. In der Saison 2016/17 wurde er nicht mehr in der ersten Mannschaft eingesetzt, kam dafür aber drei Mal für die B-Mannschaft in der Segunda Liga zum Einsatz.
Im August 2017 verließ er Sporting.

### Nationalmannschaft
Jug spielte 2006 erstmals für Sloweniens U-15-Auswahl. Im August 2007 debütierte er für die U-17-Mannschaft. Im Mai 2008 absolvierte er zudem zwei Partien für das U-16-Team der Slowenen.
Im September 2009 spielte Jug gegen Kroatien zum ersten Mal für die slowenische U-19-Auswahl. Zwischen 2011 und 2012 kam er zu vier Einsätzen in der U-20-Mannschaft.
Im Februar 2013 debütierte er für die U-21-Auswahl, als er in einem Testspiel gegen Portugal in der Halbzeitpause für Jan Oblak eingewechselt wurde.